# Hellmuth Prieß

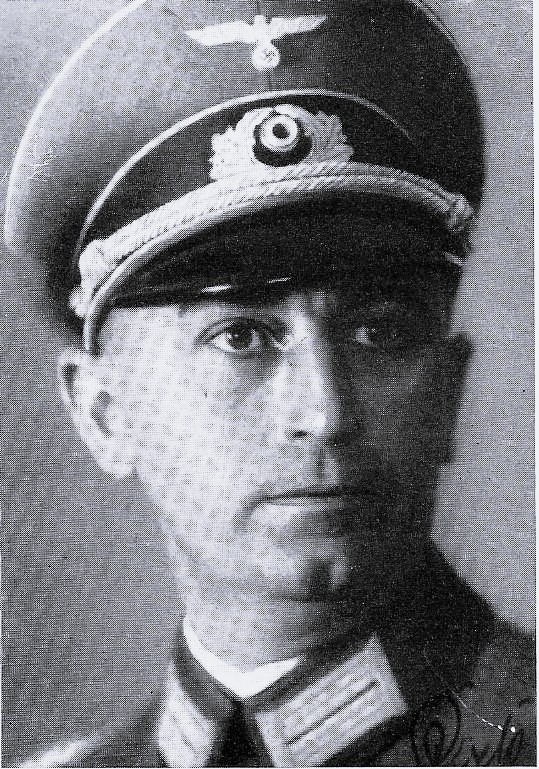
Oberstleutnant Hellmuth Prieß, zwischen 1938 und 1940

Hellmuth Prieß (* 6. März 1896 in Hildesheim; † 21. Oktober 1944 bei Hasenrode) war ein deutscher Offizier im Zweiten Weltkrieg, zuletzt im Range eines Generals der Infanterie.

## Leben
Hellmuth Prieß trat zu Beginn des Ersten Weltkrieges am 10. August 1914 als Kriegsfreiwilliger Gymnasiast in das 2. Thüringische Infanterie-Regiment Nr. 32 in Meiningen als Offizieranwärter im Rang eines Fahnenjunkers ein. Als solcher wurde er am 2. Juni 1915 zum Leutnant (Patent 10. August 1914) befördert in seine heimatliches Infanterie-Regiment „von Voigts-Rhetz“ (3. Hannoversches) Nr. 79, wo er bis Kriegsende blieb, versetzt.
Nach Ende des Krieges wurde er in die Reichswehr übernommen und wirkte als Kommandeur und Generalstabsoffizier in verschiedenen Einheiten. 1923 war er in der 8. (MG)-Kompanie des 16. Infanterie-Regiments eingesetzt. Am 1. April 1925 wurde er zum Oberleutnant befördert und war 1928 in der 16. Kompanie des Regiments. Ab 1. November 1930 Hauptmann, war er 1931 im Stab der 2. Division (Wehrkreiskommando II, Stettin).
In der Wehrmacht war er ab 1. April 1937 Erster Generalstabsoffizier bei der 15. Infanterie-Division (Frankfurt am Main). Am 1. August 1938 zum Oberstleutnant i. G. befördert, blieb er in der Position bis zur Mobilmachung im August 1939. Anschließend wurde er in das OKW versetzt. Hier erfolgte am 1. Oktober 1940 seine Beförderung zum Oberst i. G. Mitte Oktober 1940 folgte seine Ernennung zum Oberquartiermeister bei der 1. Armee, welche in Frankreich stand. Am 15. März 1942 übernahm er das Kommando über das neu aufgestellte Infanterie-Regiment 671, später Grenadier-Regiment 671, bei der 371. Infanterie-Division, welche im Zuge der Operation Blau an die Ostfront verlegt wurde und dort kämpfte.
Vom 11. November 1942 mit der Führung der 121. Infanterie-Division beauftragt, welche in der Folge unter seinem Kommando an der Wolchow-Stellung kämpfte. Prieß war seit 12. November 1942 Träger des Deutschen Kreuzes in Gold. Mit der Beförderung zum Generalmajor am 1. Januar 1943 wurde er Kommandeur der 121. Infanterie-Division, wurde am 1. Juli 1943 noch zum Generalleutnant befördert. Für seinen Einsatz als Divisionskommandeur wurde Preiß am 7. März 1944 mit dem Ritterkreuz des Eisernen Kreuzes ausgezeichnet. Von März bis Anfang Juni 1944 wurde er erst von Generalmajor Ernst Pauer von Arlau und im Juni dann von Generalleutnant Rudolf Bamler als Kommandeur der 121. Infanterie-Division vertreten. Ende Juni 1944 übernahm er das Kommando wieder und blieb bis 10. Juli 1944 in dieser Position. Anschließend kam er in die Führerreserve.
Zum 27. Juli 1944 Jahr übernahm Prieß als Kommandierender General das nach der Vernichtung und u. a. der Gefangennahme seines Vorgängers, dem General der Infanterie Paul Völckers, wieder neu formierte XXVII. Armeekorps. Das Armeekorps wurde unter seinem Kommando lediglich zur Grenzsicherung Ostpreußens eingesetzt. Am 1. Oktober 1944 zum General der Infanterie befördert, fiel Prieß kurze Zeit später am 21. Oktober 1944 in Ostpreußen. 